# Бой при Вийе
Бой при Вийе (фр. Bataille de Vihiers) произошёл 18 июля 1793 года во время Вандейского восстания.
После поражения в боях за Нант вандейцам пришлось эвакуировать Сомюр, и  республиканцы под командованием Бирон-Лозена, Ла Барольера и Бертье смогли без боя занять город. По желанию представителей в миссии было решено атаковать в разных пунктах не только Вандею-Анжу, но и Вандею-дю-Бокаж. Был разработан новый план кампании, и батальоны должны были атаковать Бриссак, Вийе, Корон, Шоле и Мортань. 7 июля Канкло занял Ансени и, таким образом, восстановил сообщение между Анже и Нантом. 
В начале июля 1793 года дивизия Ла Барольера вошла в повстанческий Анжу и начала «умиротворение», грабя и разоряя. Ла Барольер оставил 1400 человек в Сомюре, 1500 человек в Пон-де-Се и расположился лагерем во Флине, недалеко от Мартинье-Бриана, где 15 июля его дивизия была атакована 16 000 человек под командованием Боншана, Лескюра, Ларошжаклена и Мариньи, но смогла отбиться. Вслед за этой победой Ла Барольер разместил свои войска возле деревни Вийе.

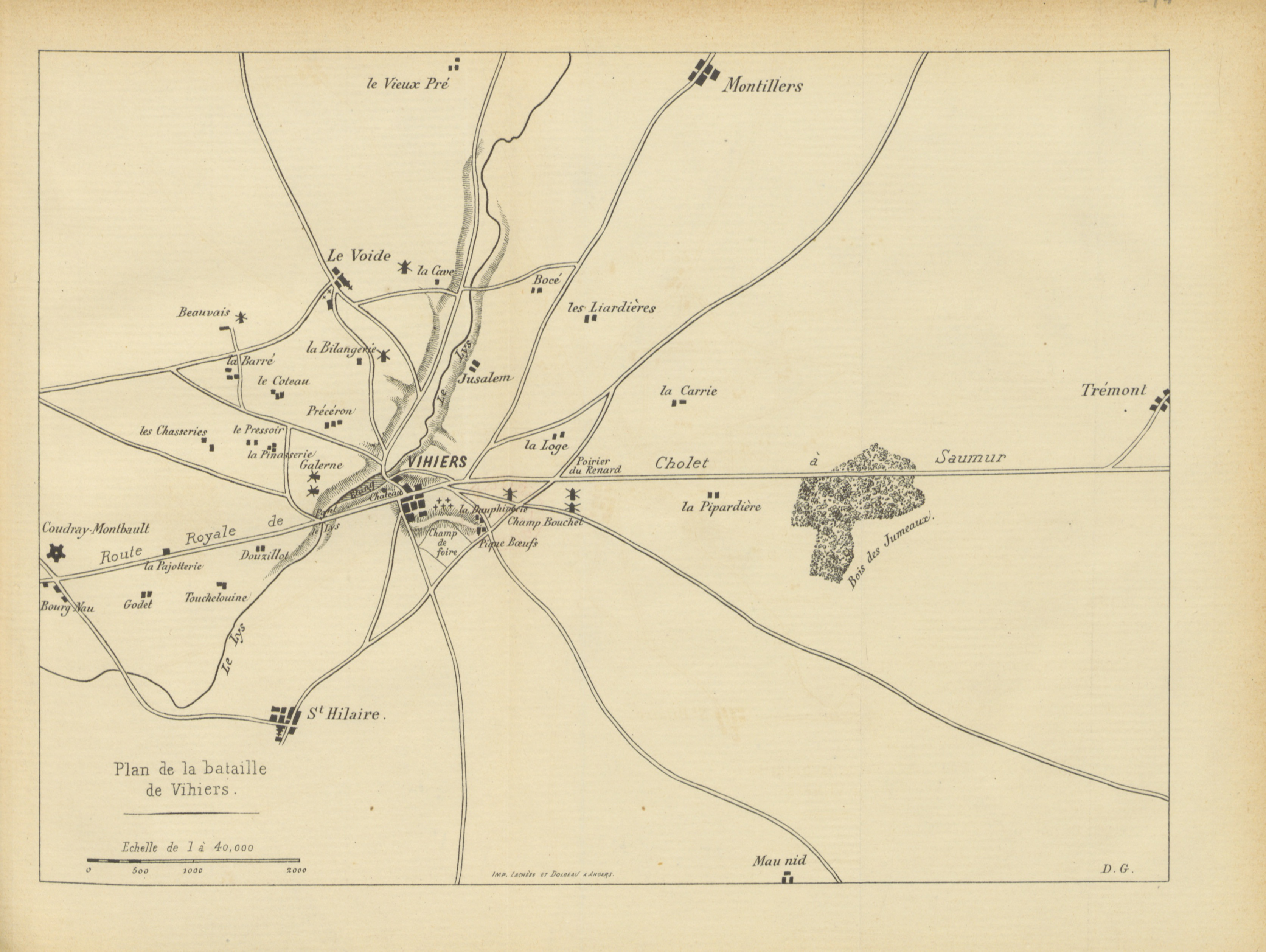
Карта района сражения.

Авангард был отправлен для нападения на деревню Корон, но там он столкнулся с отрядом из 600 бойцов барона де Келлера, полностью состоявшим из профессиональных швейцарских и немецких солдат, в своё время дезертировавших из республиканской армии. При первых звуках боя окрестные крестьяне усилили отряд Келлера. Республиканцы не решились атаковать, отступили и к ночи укрылись в Вийе.
На следующий день 10 000 вандейских солдат собрались в Короне и двинулись на Вийе. В полдень подошли к деревне и взяли её штурмом. Вийе была подожжена отступившими республиканцами. Парижские батальоны генерала Сантера бежали без боя к Сомюру. Сам Сантер сбежал также, бросив военные карты и перепрыгнув на коне через пятиметровую стену ограды.
Хотя вандейцы не преследовали и вернулись в Корон, Шоле и Мортань, в республиканском лагере царила паника, и из Сомюра началось бегство жителей. Через несколько дней после победы при Вийе, то есть около 20 июля, на военном совете в Шатильоне д'Эльбе был назначен генералиссимусом вандейской Католической и королевской армии.